# Люсі-сюр-Морж
Люсі-сюр-Морж (фр. Lussy-sur-Morges) — громада  в Швейцарії в кантоні Во, округ Морж.

## Географія
Громада розташована на відстані близько 95 км на південний захід від Берна, 15 км на захід від Лозанни.
Люсі-сюр-Морж має площу 2,3 км², з яких на 11,9% дозволяється будівництво (житлове та будівництво доріг), 74,2% використовуються в сільськогосподарських цілях, 13,1% зайнято лісами, 0,8% не є продуктивними (річки, льодовики або гори).

## Демографія
2019 року в громаді мешкало 694 особи (+18,6% порівняно з 2010 роком), іноземців було 17,6%. Густота населення становила 297 осіб/км².
За віковим діапазоном населення розподілялося таким чином: 25,6% — особи молодші 20 років, 53,2% — особи у віці 20—64 років, 21,2% — особи у віці 65 років та старші. Було 260 помешкань (у середньому 2,6 особи в помешканні).
Із загальної кількості 180 працюючих 26 було зайнятих в первинному секторі, 16 — в обробній промисловості, 138 — в галузі послуг.